# ジュアン・トゥセット・スアウ
ジョアン・タセット ・スアウ（Joan Tuset Suau、1957年12月19日 - ）は、スペイン・タラゴナ県ラルボス（英語版）出身の画家・彫刻家。

## 経歴
タラゴナとバルセロナにて美術を学ぶ。1976年タラゴナで作品を初展示。1980年代にカナダに渡り、6年間在住。同国ではEdimage、Joyce Yahouda Gallery およびCultartなどのギャラリーで作品を展示。後にはアメリカ合衆国のシカゴ美術館やパリのFIAC87（グラン・パレ）にも出展。
1989年再度パリに渡って6ヶ月滞在。その期間Galerie Vision Quaiに出展。
これらの滞在を通して彼の人生および作風において大きな方向転換を図る。以来彼の具象的な構図は一層力強くなり、登場人物はより古典的になり、スタイルのデフォルメはより個性的で表情豊かになる。やがて出身地のカタルーニャ州に戻り、ラルボスとバルセロナを行き来する生活を送る。タラゴナ、ジローナ、バルセロナ、バリャドリッド、サラマンカ、ドイツのデュッセルドルフ、イタリアのローマ、ポルトガル、フランスのパリなど、スペイン国内外で数々の展示を行う。

## 絵画
現代美術人物像のジャンルで独自のスタイルを生み出し常にそれに忠実に沿った作品を創作。ジョアン・タセットは前衛的価値と古典的価値の両方を取り入れ、正確かつ個性的な独自の作風を徐々に明確にしてきた。ステレオタイプ的スタイルを避けつつも、特定のテーマをコンスタントに紛れもない作風で描いた。他の作品ですでに表現したものをさらに豊かなものにするためのエレメント、あるいはまだ表現していないと思われるものを常に模索している。絵画を通して情熱を浮き彫りにし、時には象徴的な皮肉を込めるこ
ジョアン・タセットは前衛的価値と古典的価値の両方を取り入れ、正確かつ個性的な独自の作風を徐々に明確にしてきた。ステレオタイプ的スタイルを避けつつも、特定のテーマをコンスタントに紛れもない作風で描いた。他の作品ですでに表現したものをさらに豊かなものにするためのエレメント、あるいはまだ表現していないと思われるものを常に模索している。絵画を通して情熱を浮き彫りにし、時には象徴的な皮肉を込めることもあり、それが作品に劇的な力を添えるとともに非常に豊かな解釈やアイディアをもたらしている。彼の作品の世界では継続的な独自の表現が実現されている。現代美術の視点から絶え間ない模索を続け、一寸のためらいもなく最も原始的なものをインスピレーションの源にすることもある。最近では、環境、彼を取り巻くもの、自身のアトリエ、精神性、芸術を生み出すための源となっている日常生活に関する非常に複雑で知的な熟考を作品に反映させている。
ジョアン・タセットの絵画において人物像は不可欠であり、独特な視点から人物を描写するのみならず多様な感情が伴う状況を表現する手段として人物像に深い興味を示している。タセットの個性的で正直な表現方法は彼の作品を非常に興味深いものにしている（ジョセップ・マリア・カデナ）。
ICOMのメンバーであるジョセップ・マレスメ・イ・ペドレゴサの言葉を借りると「彼の独自のスタイルは彼の全作品に力強さと個性を添えつつ作品を理解しやすいものにしている。また、美の感情に独特の視点を与えている。彼の作品は注意深く観察しじっくりとその良さを味わう価値があると思う」。
ともあり、それが作品に劇的な力を添えるとともに非常に豊かな解釈やアイディアをもたらしている。彼の作品の世界では継続的な独自の表現が実現されている。現代美術の視点から絶え間ない模索を続け、一寸のためらいもなく最も原始的なものをインスピレーションの源にすることもある。最近では、環境、彼を取り巻くもの、自身のアトリエ、精神性、芸術を生み出すための源となっている日常生活に関する非常に複雑で知的な熟考を作品に反映させている。。また、美の感情に独特の視点を与えている。彼の作品は注意深く観察しじっくりとその良さを味わう価値があると思う」。

## 彫刻

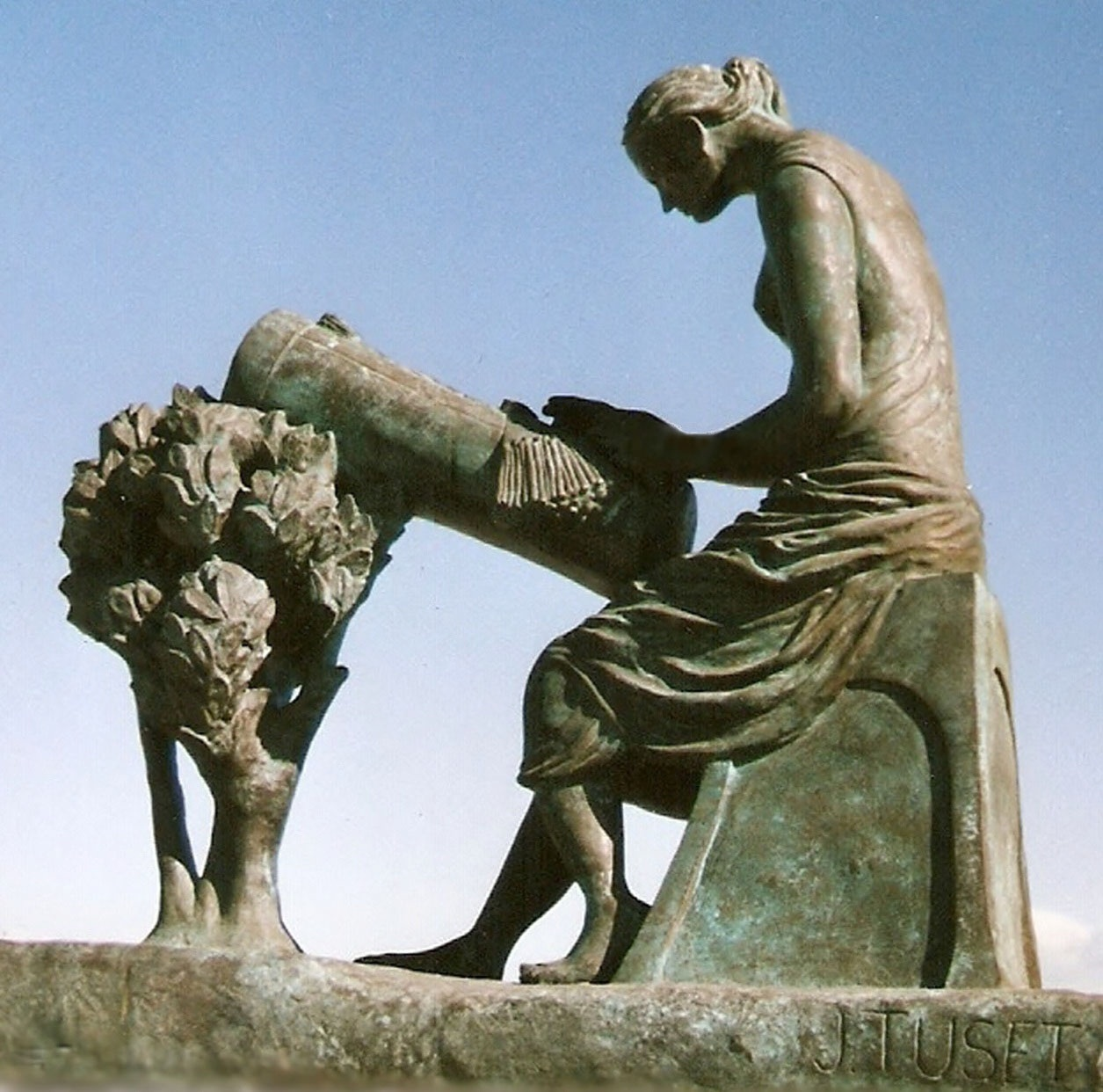
ラスボスにある『レースを編む女』の彫刻作品
幼少より彫刻に対する興味と才能を示し、小さい頃から粘土をこねるようになる。3D彫刻の分野では通常テラコッタ、石膏、ブロンズまたは樹脂と大理石の粉末などの素材を使用しているが、作品に豊かな出来上がりをもたらすその他の素材も併用している。2005年「ラルボックのレースを編む女」の記念碑の創作を依頼される。同ブロンズ像は高速道路N-340のラルボック（タラゴナ）の入り口方面のロータリーのひとつに設置され、その除幕式は当時カタルーニャ自治政府商業観光大臣であったジョセップ・ウゲット氏出席のもとに開催された。

## 展示
ジュアン・トゥセットの作品は国内のみならず国際的にも高い評価を受け、カナダのモントリオール、ドイツのデュッセルドルフ、イタリアのローマ、ポルトガル、フランスのパリ、タラゴナ、ジローナ、バルセロナ、バリャドリッド、サラマンカなど、スペイン国内外の著名なギャラリーに展示された。彼の作品は公共のみならず民間の重要なコレクションに含まれている。